# إيلينا كوليتشينكو
إيلينا كوليتشينكو (الروسية: Елена Куличенко؛ اليونانية: Έλενα Κουλιτσένκο؛ من مواليد 28 يوليو 2002) هي لاعبة ألعاب قوى قبرصية من أصل روسي، وحاملة الرقم القياسي الوطني في القفز العالي. شاركت في دورة الألعاب الأولمبية الصيفية 2024 في حدث القفز العالي للسيدات على ستاد دو فرانس تأهلت لاعبة القفز العالي القبرصية إيلينا كوليتشنكو إلى نهائي القفز العالي بأفضل قفزة لها بلغت 1.92 متر في محاولتها الأولى، ضمنت مكانها في النهائي، الذي يقام في 4 أغسطس، ويمثل هذا الإنجاز المرة الأولى التي تتنافس فيها رياضية قبرصية في نهائيات ألعاب القوى الأولمبية منذ أن بدأت قبرص المشاركة تحت علمها، بتشجيع من عائلتها نجحت كوليتشنكو في القفز مسافة 1.83 متر في محاولتها الأولى، ثم 1.88 متر في محاولتها الثانية. ثم نجحت بسهولة في القفز مسافة 1.92 متر في محاولتها الأولى، لتحجز مكانها بين 13 رياضيا في النهائي. كما حاولت القفز مسافة 1.95 متر لكنها فشلت في ثلاث محاولات، حصلت كوليتشنكو على المركز السابع في تصفيات القفز العالي، محققة بذلك هدفها بالوصول إلى النهائي.
احتلت لاعبة القفز العالي القبرصية إيلينا كوليتشينكو المركز السابع في نهائي القفز العالي في دورة الألعاب الأولمبية باريس 2024، لتحقق التاريخ كأول رياضية قبرصية تتنافس في نهائي أولمبي في أول مشاركة لها في الألعاب الأولمبية. وفي نهائي نجحت كوليتشنكو في اجتياز ارتفاع 1.86 متر في محاولتها الأولى، ثم 1.91 متر في محاولتها الثانية، ثم 1.95 متر في محاولتها الثالثة. ثم فشلت في ثلاث محاولات أخرى لتخطي ارتفاع 1.98 متر، لتحتل المركز السابع، بالتساوي مع الرياضية الأوزبكية سافينا سادولاييفا، باجتيازها ارتفاع 1.95 متر وأفضل أداء لها هذا الموسم.

## نشأتها
ولدت في أودينتسوفو، روسيا، هي ابنة مارينا كوليتشينكو وأليكسي كوليتشينكو. بعد تخرجها من المدرسة الثانوية، درست وتنافست في جامعة في روسيا، لكنها وجدت أنها غير سعيدة وقبلت منحة دراسية لحضور جامعة جورجيا لدراسة التنمية الدولية والبدء في المنافسة لصالح فريق جورجيا بولدوغز.

## مسيرتها الرياضية

### فئة الناشئين
كانت كوليتشنكو بطلة روسيا الوطنية تحت 18 سنة في منافسات الهواء الطلق عام 2017 وحصلت على الميدالية الفضية في مهرجان الشباب الأولمبي الأوروبي عام 2017 في جيور، حصلت على إذن للمنافسة في أحداث الناشئين كلاعبة محايدة في عام 2018.

### تمثيل قبرص
في عام 2019، أعلنت لجنة مراجعة المنشطات التابعة للاتحاد الدولي لألعاب القوى مرة أخرى أنها مؤهلة للمنافسة كلاعبة محايدة معتمدة حتى مع استمرار إيقاف الاتحاد الروسي. لقد استوفت معايير الأهلية الاستثنائية للمنافسة في المنافسة الدولية بموجب قاعدة المنافسة.
تمكنت من الحصول على الجنسية القبرصية في عام 2019 لأن والدها يعمل ويمتلك عقارات في البلاد التي لديها برنامج استثماري يسمح للأجانب الذين يستثمرون في الاقتصاد القبرصي بالتقدم بطلب للحصول على جوازات سفر لأنفسهم ولعائلاتهم. أعطتها رابطة ألعاب القوى للهواة في قبرص شرطًا يقضي بقضاء موسم انتقالي قبل المنافسة لصالحهم دوليًا. ونقلت القرار الذي جاء بعد فترة طويلة من التفكير، الأمر الذي ادى إلى تلقيها مئات الرسائل تصفها بالخائنة.
بدأت المنافسة في الدائرة الجامعية الأمريكية وتم تسميتها أفضل رياضية في المؤتمر الجنوبي الشرقي للسيدات في الصالات المغلقة لعام 2022، وحصلت أيضًا على تكريمات الفريق الأول في أمريكا. فازت بالميدالية البرونزية في القفز العالي في بطولة بطولة الرابطة الوطنية لرياضة الجامعات للقسم الأول لألعاب القوى في الهواء الطلق لعام 2023، التي أقيمت في أوستن، تكساس في يونيو 2023، لتحتل المركز الثاني خلف لامارا ديستين وتشرتي جريفثس.
في يوليو 2023، فازت بالبطولة الوطنية القبرصية بقفزة 1.90 متر في نيقوسيا. في وقت لاحق من ذلك حققت قفزه قدرها 1.91 متر لتفوز بالميدالية الذهبية في بطولة أوروبا لألعاب القوى تحت 23 عامًا 2023. كانت أول ميدالية ذهبية لقبرص على الإطلاق في هذا الحدث.